# 黒田覚
黒田 覚（くろだ さとる、1900年2月1日 - 1990年12月2日）は、日本の法学者。京都大学教授、東京都立大学 教授、神奈川大学教授および学長代行を務めた。

## 経歴・人物
京都府京都市出身。第三高等学校から1923年3月に京都帝国大学法学部を卒業、同年4月より大学院に進む。京都帝大では憲法学・国法学の正系とされる森口繁治に師事。
1925年（大正14年）京都帝大法学部助教授に就任した。ドイツ法を専攻し、純粋法学のハンス・ケルゼンと彼が所属したウィーン学派の研究を手がけた。1927年から1930年まで、文部省在外研究員として渡欧し、このときにはケルゼン本人に受講、個人的な親交を結んでいる。しかし、帰国後にケルゼンの影響からは次第に遠ざかったとされる。1936年以降、カール・シュミットの制憲権理論を踏まえ、それに修正を加えた制憲権理論を発表した。
1940年から1947年まで京都大学の憲法学講座を担当した（1940年から1943年までは大西芳雄と分担。帝国憲法第一章、同第二章を黒田覚が担当。大西芳雄の担当は第三章以下。)。
国家緊急権の研究に関して、黒田覚の理論は、「非常大権によって帝国憲法第2章に定められた規定以外をも侵害できる」とした。一方、同門である大西芳雄は非常大権の効力の制限を主張した。
1965年、神奈川大学で憲法の教授に就任。1970年7月27日から1971年1月31日まで、神奈川大学学長代行。
安藤百福の脱税疑惑時には弁護団の結成を支援した。

## 著書・訳書

### 著書
- 『国会法・選挙法』 （林田和博との共著） 有斐閣 1958年
- 『新憲法解説』 京都新聞社 1947年 NDLJP:1153243
- 『新憲法読本』 京都新聞社 1947年 NDLJP:3856795
- 『憲法に於ける象徴と主権』 有斐閣 1946年
- 『国防国家の理論』 弘文堂 1941年 NDLJP:1710530
- 『日本憲法論（上）』（改訂版） 弘文堂 1940年 NDLJP:1910753
- 『日本憲法論（中）』（改訂版） 弘文堂 1940年 NDLJP:1917126
- 『ウイン学派の法律学と其の諸問題』 大鐙閣 1927年 NDLJP:1442156

### 訳書
- （ハンス・ケルゼン著）『自然法論と法実証主義』 大畑書店 1932年 NDLJP:1215792